# Peinture (Miró, 1925/1964)
Pour les articles homonymes, voir Peinture.
Pour la peinture de 1973, voir Peinture (Miró, vers 1973).
Peinture est un tableau réalisé par le peintre espagnol Joan Miró en 1925 et repris le 14 septembre 1964. Cette huile sur toile est un paysage maritime à l'heure de la sieste. Elle est conservée dans de la collection privée de Jake et Hélène Marie Shafran, à Londres.

## Expositions
- Joan Miró: Schnecke Frau Blume Stern, Museum Kunstpalast, Düsseldorf, 2002 — n°12.
- Miró : La couleur de mes rêves, Grand Palais, Paris, 2018-2019 — n°20.